# وزغ شکم زرد آپنین
وزغ شکم زرد آپنین (نام علمی: Bombina pachypus) نام یک گونه از سرده وزغ آتش‌دل است.
این گونه وزغ بومزاد ایتالیا است. زیستگاه این گونه دوزیست جنگل‌ها، چمنزار، باتلاق، مرداب است.